# Datenparameter
Datenparameter ist in der Entscheidungstheorie eine vom Entscheidungsträger im Rahmen seiner Entscheidung durch die Festlegung seines Aktionsparameters nicht beeinflussbare (ökonomische) Größe. 

## Allgemeines
Wird ein Aktionsparameter eingesetzt, hat dies automatisch Reaktions- und Datenparameter zur Folge. Unter Daten oder Datenparametern „sind solche exogenen Größen zu verstehen, auf die die Unternehmung keinen direkten oder indirekten Einfluss ausüben kann oder will, die sie also als Gegebenheiten hinnehmen muss bzw. hinnimmt.“ Hierin macht Erich Kosiol deutlich, dass es sich bei Daten nicht um feststehende Tatsachen handelt, sondern um zukünftige Sachverhalte, die prognostiziert werden müssen. Liegen beim Entscheidungsträger Informationen über die Eintrittswahrscheinlichkeiten der Reaktionsparameter vor, handelt es sich um eine Entscheidung unter Ungewissheit, fehlen derartige Wahrscheinlichkeitsvorstellungen, liegt eine Entscheidung unter Unsicherheit vor. In der Theorie kann man im Allgemeinen die Datenparameter als gegebene Größen annehmen – nicht unbedingt zeitlich konstant bleibend, sondern als Funktionen der Zeit, die nicht stetig sein müssen (Daten können sich plötzlich ändern). Es handelt sich deshalb um – zumindest kurzfristig – weder direkt noch indirekt beeinflussbare Größen aus der Umwelt des Wirtschaftssubjekts.

## Umwelt
Zur Umwelt im Sinne der Entscheidungstheorie gehören alle vom Entscheidungsträger nicht beeinflussbaren Faktoren, die sich auf das Ergebnis der einzelnen Aktionsparameter auswirken. Die Umwelteinflüsse auf diese Entscheidungen teilt man in endogene Faktoren wie die innerbetriebliche Akzeptanz von Unternehmensentscheidungen oder die Störanfälligkeit bei der Durchführung der Leistungsprozesse und exogene Faktoren ein. Hierzu gehören naturbedingte (Klima, Wetter) und gesellschaftsbedingte Daten (wie Gesetze, Tarifverträge, Aktionsparameter der Konkurrenten, Lieferanten und Abnehmer, oder Institutionen), die nicht als Reaktion auf eigene Aktionsparameter zu verstehen sind. Unterbleibt jeglicher Beeinflussungsversuch durch den Entscheidungsträger, handelt es sich wie bei den naturbedingten Gegebenheiten auch bei den gesellschaftsbedingten um Datenparameter. Sie sind insbesondere die durch die äußere Umgebung eines Unternehmens (Konkurrenz, Markt, Staat, Zentralbank, Aufsichtsbehörden, Ausland) festgelegten Randbedingungen, welche zumindest kurzfristig weder direkt noch indirekt durch eigene Entscheidungen beeinflussbar sind. Der Entscheidungsrahmen sieht mithin die Entscheidungsumwelt als ein unveränderliches Datum an. Der Begriff des Datums wird häufig als Synonym für Datenparameter verwandt.

## Datenparameter in der Wirtschaft
Liegen einem Entscheidungsträger Kenntnisse über den Umweltzustand vor, so trifft er eine Entscheidung unter Ungewissheit. Das wird überwiegend bei Unternehmen der Fall sein bei exogenen Daten wie Marktpreisen, Marktanteilen oder Gesetzen mit Auswirkungen auf das Unternehmen. Bei Entscheidungsträgern wird die Kenntnis dieser exogenen Daten vorausgesetzt.
Ist die Lieferkapazität auf einem Beschaffungsmarkt mittelfristig begrenzt, wird dies als Datum bei einer Entscheidung über die eigene Produktionsausweitung zu berücksichtigen sein. Das gilt auch für den logistischen Flaschenhals als Engpassfaktor. Insbesondere Gesetze mit wirtschaftlichen Auswirkungen für betroffene Wirtschaftssubjekte (etwa Bilanzrecht, Steuergesetze) oder der Mindestlohn gelten als Datum bei unternehmerischen Entscheidungen. Im Rahmen der Bilanzierungsfähigkeit haben deshalb Unternehmen gesetzliche Bilanzierungsverbote bei der Bilanzierung als Datenparameter zu berücksichtigen. Entscheidet sich ein Exporteur zum Export einer bestimmten Ware (Aktionsparameter), so muss er ein konkretes staatliches Exportverbot hierfür als Datenparameter beachten und hinnehmen und ist dadurch am Export gehindert. Ein für Exporteure und Importeure gleichermaßen hinzunehmendes Datum ist der Devisenkurs. Alle behördlichen Marktregulierungen wirken in dieser Form als Datenparameter. So ist etwa im Bankwesen die Mindestreserveregelung der EZB für die Geschäftsbanken eine als gegeben anzusehende Größe, die die Banken zu erfüllen haben. Der Leitzins der EZB ist ebenfalls eine hinzunehmende Größe, die sie bei eigenen Entscheidungen einbeziehen müssen. Außerdem sind auch Zufallsereignisse bei Kreditentscheidungen wie auftretende Kreditausfälle und bei Versicherungen eingetretene Schadensereignisse als Datenparameter zu berücksichtigen.
Daten dieser Art wirken bei Aktionsparametern restriktiv und schränken den Entscheidungsinhalt zumindest kurzfristig ein. Daten können sich jedoch plötzlich ändern, so dass nicht alle vorliegenden Datenparameter als dauerhaft unveränderliche Größen einzuplanen und hinzunehmen sind. So können Exportverbote aufgehoben werden, Gesetzesänderungen insbesondere im Steuerrecht zu Datenänderungen führen oder restriktive Arbeitsbedingungen etwa durch Lockerung der Arbeitszeit ganz oder teilweise entfallen.

## Datenparameter im Alltag
Der aus der Entscheidungstheorie stammende Begriff kann auf alle Alltagssituationen angewandt werden, bei denen Entscheidungen anstehen. Wer etwa zu entscheiden hat, mit welchem Verkehrsmittel er zur Arbeitsstätte fährt und das Fahrrad wählt, für den ist das Fahrrad der Aktionsparameter, der Straßenverkehr ein Reaktionsparameter und das Wetter ein Datenparameter.